# Erkan Zengin
Erkan Zengin, född 5 augusti 1985 i Kulu i Turkiet, är en turkisk-svensk fotbollsspelare (mittfältare) som spelar för IFK Haninge.

## Klubbkarriär
Erkan Zengin började sin fotbollskarriär som sexåring i Norsborgs IF 1991. Han stannade dock bara fem veckor i klubben. Efter tre år med fotboll på egen hand började han spela i Hammarby IF:s pojklag vid 9 års ålder. Efter flera år i Hammarbys pojklag förflyttades han till Hammarbys talanglag där han spelade i två säsonger (2002–2003).
Zengins allsvenska debut kom 2004 genom ett inhopp i 86:e minuten i premiärmatchen mot Malmö FF. Detta var hans enda framträdande i Allsvenskan 2004. Därefter spelade han i Hammarby fram till 2009, då han först lånades ut och sedan såldes till turkiska Beşiktaş. Han såldes dock efter en säsong till Eskişehirspor. 2012 skrev han på ett nytt kontrakt med klubben, gällande till 2014.
Den 15 mars 2018 blev det klart att Zengin återvände till Hammarby IF, där han skrev på ett kontrakt över fem månader. I augusti 2018 gick han till Fatih Karagümrük i turkiska tredjeligan. I oktober 2019 blev han utsedd till spelande tränare i klubben.
Den 29 november 2019 värvades Zengin av Adana Demirspor, där han skrev på ett 1,5-årskontrakt. Han spelade därefter även för turkiska Tuzlaspor. Inför säsongen 2022 gick Zengin till division 3-klubben Segeltorps IF. Inför säsongen 2024 gick han till IFK Haninge.

## Landslagskarriär
Vid 17 års ålder blev Zengin uttagen till Turkiets P18-landslag, vilka han spelade för i åtta matcher. Åren 2005–2006 representerade han Sveriges U21-landslag.
Den 12 mars 2013 blev Zengin uttagen i det svenska landslaget till VM-kvalmatchen mot Irland den 22 mars. I EM-kvalmatchen borta mot Österrike den 8 september 2014 gjorde Zengin sin första tävlingslandskamp där hans första seniorlandslagsmål innebar kvittering till 1–1 som blev matchens slutresultat. Zengin var nära på att bli tvåmålsskytt mot Österrike strax efter kvitteringen och ge Sverige ledningen via ett hårt skott som träffade ribban.

## Seriematcher och mål
- 2004: 1 / 0
- 2005: 22 / 2
- 2006: 20 / 1
- 2007: 24 / 3
- 2008: 25 / 2
- 2008–09: 2 / 0
- 2009–10: 12 / 2
- 2010–11: 31 / 1
- 2011–12: 27 / 3
- 2012–13: 30 / 4
- 2013–14: 30 / 5
- 2014–15: 15 / 3